# Sublimació inversa
La sublimació inversa o regressiva és un canvi d'estat de la matèria consistent en el pas directe de l'estat gasós al sòlid.
Un exemple de sublimació inversa és el del vapor d'aigua que es converteix en gel per efecte del refredament de l'aire sense passar per l'estat líquid. Aquest és el procés que provoca la formació de la neu dins dels núvols i el gebre al terra.
Un altre exemple és el procés de deposició física en fase vapor que s'utilitza per a dipositar una pel·lícula fina de diferents materials sobre certes superfícies; en seria un exemple el transistor de pel·lícula fina.

## Taula
Aquesta taula mostra les transicions de fase de la matèria, indicant com s'anomena el canvi d'estat en cada cas.
|        | Sòlid              | Líquid      | Gas          | Plasma     |
| ------ | ------------------ | ----------- | ------------ | ---------- |
| Sòlid  |                    | Fusió       | Sublimació   |            |
| Líquid | Solidificació      |             | Vaporització |            |
| Gas    | Sublimació inversa | Condensació |              | Ionització |
| Plasma |                    |             | Recombinació |            |